# Zestaw artyleryjski Ł-17 wz. 1940
Zestaw artyleryjski Ł-17 wz. 1940 (ros. Казематная артиллерийская установка Л-17 образца 1940 года) – radziecki zestaw artyleryjski (stanowisko) kalibru 76,2 mm z przełomu lat 30. i 40. XX wieku, skonstruowany na potrzeby budowanych w tym czasie umocnień Linii Mołotowa. Zestaw składał się z armaty czołgowej Ł-11 zamontowanej na lawecie i osadzonej w pancerzu skrzyniowym. Stanowisko Ł-17 było stosowane w półkaponierach artyleryjskich do ognia bocznego oraz schronach do ognia czołowego zarówno na Linii Mołotowa, jak też i do modernizacji schronów na Linii Stalina.

## Historia i użycie

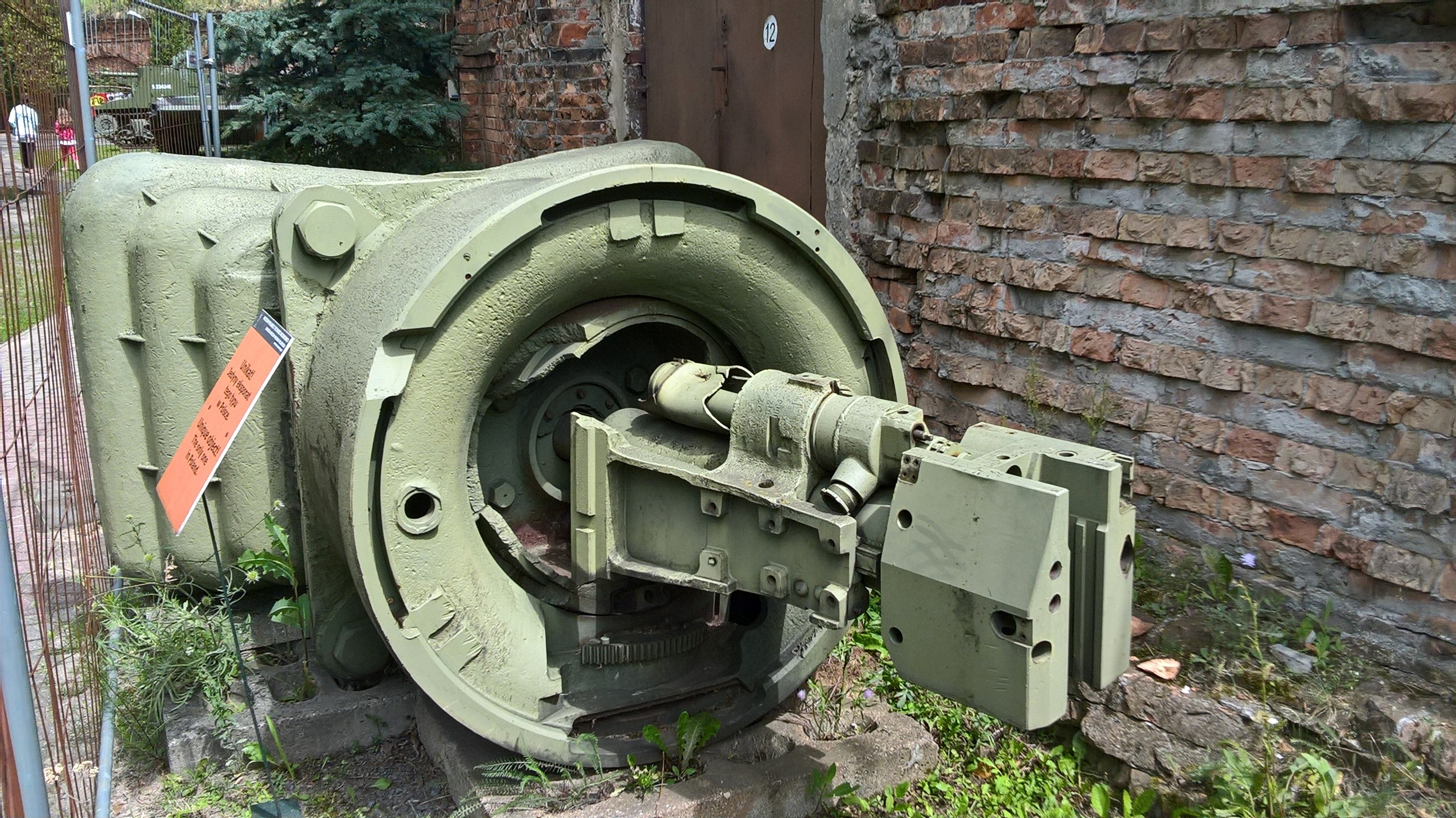
Tył zestawu Ł-17 eksponowanego w Muzeum Polskiej Techniki Wojskowej

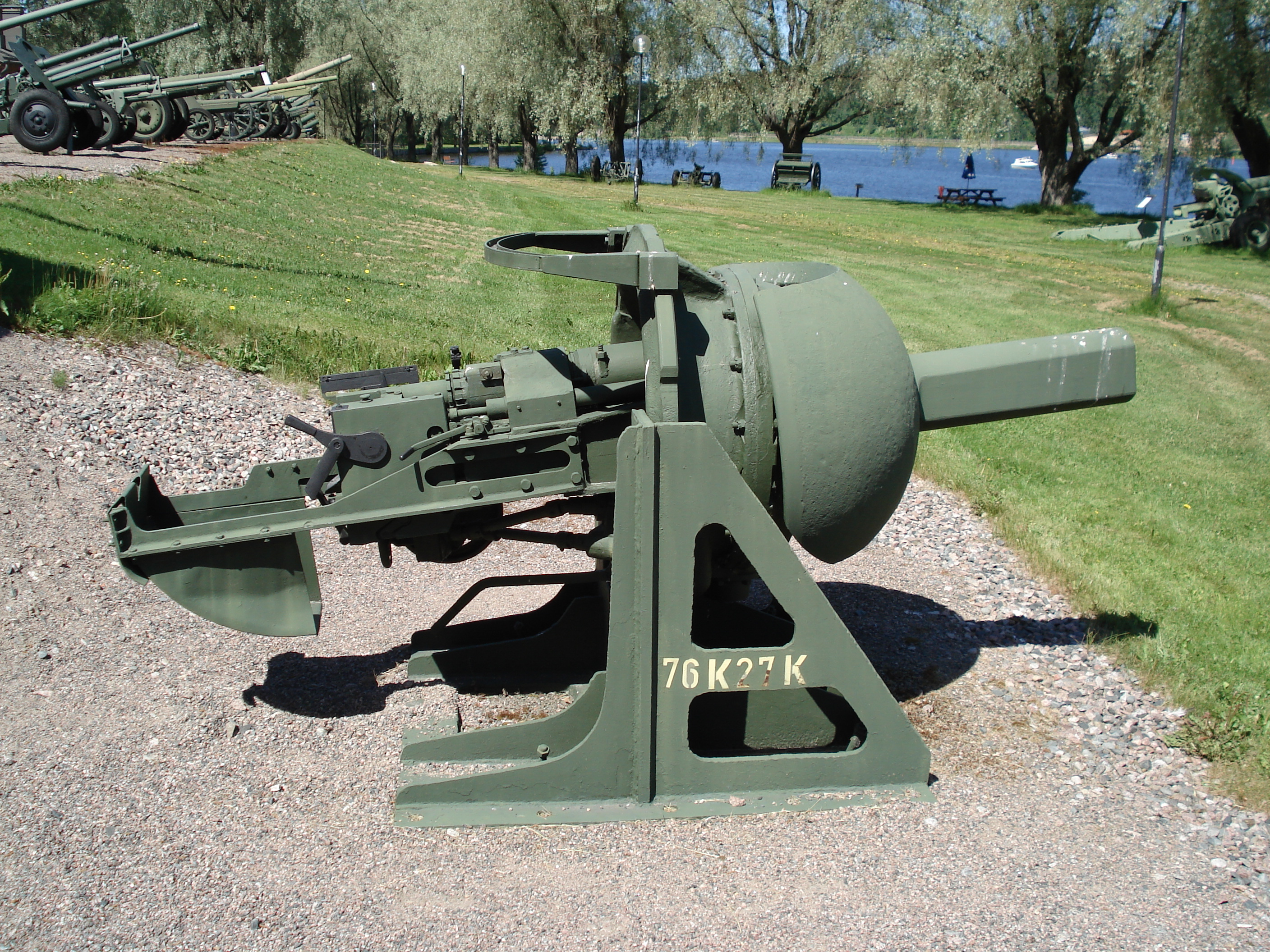
Zestaw Ł-17 (bez pancerza skrzyniowego) eksponowany w Muzeum Artylerii Finlandii

W budowanych w latach 30. schronach artyleryjskich Linii Stalina stosowano kilka typów systemów artyleryjskich: początkowo była to armata kal. 76 mm wz. 1900 osadzona w zestawie kaponierowym Durliachera, a później montowano armatę kal. 76 mm wz. 1902 na podstawie wz. 1932. Rozpoczynając w 1938 roku kolejną fazę rozbudowy fortyfikacji rozpoczęto prace nad nowym zestawem artyleryjskim, z wykorzystaniem armaty czołgowej kal. 76 mm Ł-11wz. 1938/1939. Zastosowany model armaty pozwalał na wykonywanie następujących zadań bojowych: rażenia czołgów i samochodów pancernych, odkrytych stanowisk artylerii i karabinów maszynowych oraz siły żywej, przy wykorzystaniu scalonej amunicji stosowanej w armacie wz. 1902/30. Armatę Ł-11 zamontowano na lawecie i osadzono w jarzmie kulistym umieszczonym w pancerzu skrzyniowym, co zapewniało wysoki stopień ochrony załodze. Powstałe stanowisko nazwano zestawem artyleryjskim Ł-17 wz. 1940 . 
Stanowisko Ł-17 było stosowane od połowy 1940 roku w półkaponierach artyleryjskich do ognia bocznego APK (ros. артиллерийский полукапонир) oraz schronach do ognia czołowego ADOT (ros. артиллерийская долговременная огневая точка) zarówno na Linii Mołotowa, jak też i w modernizowanych schronach Linii Stalina. Schrony artyleryjskie wyposażone w stanowiska Ł-17 miały zapewniać wsparcie artyleryjskie pomiędzy punktami oporu oraz zwalczać pojazdy opancerzone w okolicy ważnych dróg i mostów.

## Opis konstrukcji
Zestaw artyleryjski Ł-17 wz. 1940 składał się z następujących elementów:
- armaty czołgowej Ł-11 wz. 1938/1939 kal. 76,2 mm;
- celownika optycznego KT-4 (z dwukrotnym powiększeniem oraz polem widzenia 18°)[6];
- lawety wz. 1939, kołyski i elementów sterujących;
- jarzma kulistego w płycie pancernej, osłoniętego stalowym kołnierzem;
- dwuczęściowego gazoszczelnego pancerza skrzyniowego, połączonego śrubami;
- podziałki kątowej;
- rur zrzutowych dla łusek[7].

Armata Ł-11 miała kąt podniesienia od -12° do +12° oraz sektor ostrzału wynoszący 60° (30° w prawo i 30° w lewo) . Mechanizmy podnoszenia oraz obrotu działa składały się z kół zamachowych i zębatych obsługiwanych ręcznie. Skuteczna donośność wynosiła od 5200 do 7300 metrów, zależnie od użytej amunicji . Działo mogło wystrzeliwać pociski odłamkowo-burzące OF-350, przeciwpancerne BR-350A i BR-350B, burzące F-354 i szrapnele Sz-354. Ładowanie amunicji odbywało się półautomatycznie. Lufa działa chroniona była płaszczem pancernym. W celu wydłużenia żywotności zestawu, zastosowano wodne chłodzenie elementów mechanizmu oporopowrotnego.
Długość skrzyni wykonanego ze staliwa pancerza miała rozmiar 1400 mm, grubość w schodkowej przeciwrykoszetowej części zewnętrznej wynosiła 60 mm, a masa pancerza miała wartość 3,7 tony. Całkowita masa zestawu Ł-17 wynosiła 8 ton. Obsługa stanowiska liczyła pięć osób . W izbach bojowych schronów artyleryjskich wyposażonych w stanowiska Ł-17 montowano przewody zrzutowe na łuski, wyprowadzone na zewnątrz schronu lub do hermetycznego zbiornika umieszczonego pod podłogą.